# Gare de Suippes
La gare de Suippes est une gare ferroviaire française de la ligne de Saint-Hilaire-au-Temple à Hagondange, située sur le territoire de la commune de Suippes, dans le département de la Marne, en région Grand Est.
C'est une gare de la Société nationale des chemins de fer français (SNCF), dont la desserte ferroviaire est remplacée depuis fin 2013 par des autocars, aujourd'hui opérés par TER Grand Est.

## Situation ferroviaire
Établie à 140 m d'altitude, la gare de Suippes est située au point kilométrique !PK) 202,219 de la ligne de Saint-Hilaire-au-Temple à Hagondange, entre les gares ouvertes de Saint-Hilaire-au-Temple et de Sainte-Menehould. 

## Service des voyageurs

### Accueil
Gare SNCF, elle dispose d'un bâtiment voyageurs fermé au public.

### Desserte
Suippes était desservie par les trains TER Grand Est qui effectuaient des missions entre les gares de Châlons-en-Champagne et de Verdun. Depuis le 15 décembre 2013, cette relation est effectuée par des autocars de substitution.

### Intermodalité
Un parking pour les véhicules y est aménagé.

## Service des marchandises
La gare de Suippes est ouverte au service du fret.